# チクタクバンバン
チクタクバンバンとは1981年12月に野村トーイより販売されたスライディング・パズル・ゲームである。

## 概要
1981年にアメリカのIDEAL社から販売されていた BLOCK THE CLOCK を日本向けにアレンジしたものであり、アメリカ版とは以下の点で異なる。
- スコアリングタイル(scoreling tile)の省略。4人分のスコアを記録でき、0ポイントから5ポイントまでのスコアを手動で記録できた。スコアリングタイル上は通過できないので、通行止めプレートの側面もある。減らされた1枚分は普通のタイルに置き変えられた。日本版のCMはアメリカで放映されたものをそのまま使用しているので、スコアリングタイルの存在が確認できる。
- プレートは黄色1色だったのが、青と黄色の2色になった。
- 時計の表面デザイン。

タテ4マス、ヨコ4マスの枠に配置されている15枚の線路プレートを動かして、進み続ける目覚まし時計を常に動き続けられるようにする。
玩具の内容物は、プレート枠、線路プレート16枚、電池で駆動する目覚まし時計1個である。目覚まし時計の下部には左右の車輪の中間部分に突起物が存在し、線路プレートの溝に突起物を入れて目覚し時計を走らせる仕組みとなっている。線路プレートの端には短い溝が掘られており、ここを通過すると目覚まし時計のベルが鳴る仕組みがある。

## 遊び方
1人遊びとして線路プレートをループさせて延々と目覚まし時計を動かす遊び方などもあるが、ここでは多人数プレイのルールについてを記述する。
基本ルール
- 前の人の番でベルが鳴り終えたら自分の番となり、次にベルが鳴り終えるまで線路プレートを動かし目覚まし時計を常に動かしているようにする。ベルが鳴り終わると、次の人の番となる。
- 目覚まし時計をプレートから落としたり、走行不能になったら負けである。
- 意図的にループを作る事は禁止であり、ベルが鳴り終わるまでにループを崩さなければ反則負けとなる。

テクニック
- 目覚まし時計が乗っているプレートを動かすのが、長時間プレイにおける必須テクニックである。
- アラームが鳴るギリギリにプレートを動かして、相手に考える時間を与えないようにする。

## チャンピオンチクタクバンバン
目覚まし時計がプレート上を進むのは同じであるが、線路プレートが単純化されており十字やカーブなどが存在せず、1～15までの数字が書かれている。目覚まし時計が進行する上でのカーブは、プレート外でのみ固定されている。
基本ルール
- 通常のチクタクバンバンとは異なり、時計を転ばさずに進めながら数字を1から順番通りに並べかえていく。
- 時計の進むスピードは、速いと遅いの2種類の設定がある。

## 関連商品
- チャンピオンチクタクバンバン
- きまぐれテレフォン - 野村トーイから発売されたチクタクバンバンの姉妹商品。目覚まし時計が電話機型に変更されている点と、線路プレートの一部仕様が異なる部分がある。
- ドラえもんチクタクパニック - メガハウスより発売。
- ミッキーマウス チクタクタウン - ハナヤマより発売。
- ガッタンゴットン - 本製品発売と同時期にアーケードゲームや家庭用ゲーム機等でコナミより販売。15パズル要素でルートを作る等システム面が似ている。
- 世界のアソビ大全51 - 任天堂より販売されているNintendo Switch専用ソフトで、遊べるゲームとして「スライドパズル」という名前で収録されている。